# Літературна премія «Князь роси» імені Тараса Мельничука
Літературна премія «Князь роси» імені Тараса Мельничука - премія за досягнення в поетичній творчості
Премія «Князь роси» заснована «Буковинським журналом» (Чернівці) та Коломийським літературним товариством «Плин», очолюваним письменником Василем Рябим в 1996 році, за рік після смерті поета Тараса Мельничука і в його пам’ять.
 
Назва премії походить від назви найзначнішої з чотирьох опублікованих книг Мельничука, за яку він в 1992 році одержав Шевченківську премію.
 
Премія "Князь роси" направлена на популяризацію творчості й життєвого шляху поета Мельничука, публікацію його творів і книг, підтримку найкращих поетичних здобутків сучасних літераторів.
 
Першим лауреатом став нині заслужений діяч мистецтв України, письменник Мирослав Лазарук.

Відтак її удостоїлися до 2012 року: Василь Клічак, Василь Кухта, Борис Бунчук, Василь Герасим’юк, Василь Шкурган, Микола Рачук, Тарас Григорчук, Леонід Талалай, Володимир Вознюк, Віра Китайгородська, Анатолій Кичинський, Василь Карп'юк, Казімєж Бурнат (2020) і Олександр Масляник (2021).

Лауреатом премії за 2012 рік став  поет із Старих Кутів Косівського району Івано-Франківської області Микола Близнюк.
Нагородження відбувається у день смерті поета — 29 березня у Чернівцях — місті, де пройшли найкращі молоді роки Мельничука.

В 2011 році започатковано фестиваль поезії "Від Гуцулії — до кряжів донецьких" (пам’яті Тараса Мельничука) за участю всіх десяти лауреатів та організатора заходу Мирослава Лазарука.